# وقود الايثانول في الولايات المتحدة
أصبحت الولايات المتحدة بحلول عام 2005 أكبر منتج لوقود الإيثانول في العالم. وأنتجت الولايات المتحدة 15.8 مليار جالون أمريكي من وقود الإيثانول في عام 2019، و13.9 مليار جالون أمريكي (52.6 مليار لتر) في عام 2011، وهو ارتفاع عن 13.2 مليار جالون أمريكي (49.2 مليار لتر) في عام 2010، وزيادة عن 1.63 مليار جالون في عام 2000. شكلت البرازيل والولايات المتحدة 87.1% من الإنتاج العالمي في عام 2011. يستخدم وقود الإيثانول في الولايات المتحدة بشكل رئيسي كمادة مؤكسدة في البنزين على شكل خلائط منخفضة المستوى تصل إلى 10%، وبشكل متزايد كوقود E85 للمركبات ذات المرونة المزدوجة. تدعم الحكومة الأمريكية إنتاج الإيثانول.
نمت حصة سوق الإيثانول في إمدادات البنزين في الولايات المتحدة من حيث الحجم من أكثر من 1% في عام 2000 إلى أكثر من 3% في عام 2006 إلى 10% في عام 2011. وزادت القدرة الإنتاجية المحلية بنسبة خمسة عشر مرة بعد عام 1990، من 900 مليون جالون أمريكي إلى 1.63 مليار جالون أمريكي في عام 2000، إلى 13.5 مليار جالون أمريكي في عام 2010. وأفادت جمعية الوقود المتجدد بوجود 209 مصانع لتقطير الإيثانول تعمل في 29 ولاية في عام 2011.
بحلول عام 2011، أصبحت معظم السيارات على الطرق الأمريكية قادرة على العمل باستخدام خلائط تصل إلى 10% إيثانول (E10)، وكانت الشركات المصنعة بدأت في إنتاج مركبات مصممة لنسب أعلى بكثير. ومع ذلك، عانى نظام الوقود في السيارات والشاحنات والدراجات النارية المباعة قبل إصدار معيار الإيثانول من أضرار كبيرة جراء استخدام خلائط الإيثانول بنسبة 10%. تستخدم السيارات المرنة في الوقود مثل السيارات والشاحنات والعربات الصغيرة، مزيجًا من البنزين والإيثانول يتراوح من البنزين النقي حتى 85% إيثانول (E85). بحلول أوائل عام 2013، كانت هناك حوالي 11 مليون سيارة متوافقة مع E85 على الطرق الأمريكية. يكون الاستخدام العادي لـ E85 منخفضًا بسبب عدم وجود بنية تحتية للتزود بالوقود، ولكنه شائع في المناطق الوسطى. في يناير 2011، منحت وكالة حماية البيئة الأمريكية (EPA) إعفاءً يسمح ببيع ما يصل إلى 15% من الإيثانول المخلوط بالبنزين (E15) للسيارات والشاحنات الخفيفة التي أنتجت بعد عام 2001. يُذكر أن إعفاء EPA يجيز، ولكن لا يشترط على محطات الوقود تقديم E15. يواجه بيع E15 نفس القيود التي يعاني منها بيع E85، حيث لا تمتلك معظم محطات الوقود ما يكفي من المضخات لتقديم مزيج E15 الجديد، وتتوفر عدد قليل من المضخات المعتمدة لتوزيع E15، ولا تتوفر صهاريج مخصصة لتخزين E15.
تاريخيًا، جاء معظم الإيثانول الأمريكي من الذرة، والكهرباء المطلوبة للعديد من مصانع التقطير جاءت أساسًا من الفحم. هناك جدل حول استدامة الإيثانول وتأثيره البيئي. المسائل الرئيسية المتعلقة بالكمية الكبيرة من الأراضي الصالحة للزراعة المطلوبة للمحاصيل وتأثير إنتاج الإيثانول على إمدادات الحبوب، وتأثيرات تغير الاستخدام الأرضي غير المباشر، بالإضافة إلى المسائل المتعلقة بتوازنه الطاقوي والكربوني بالنظر لدورة حياته الكاملة.

## تاريخيًا
في عام 1826 قام صمويل موري بتجربة خليط كيميائي يعتمد على الاحتراق الداخلي باستخدام الإيثانول (مع التربنتين والهواء المحيط المبخر) كوقود. لم يلق اكتشافه اهتمامًا كبيرًا في ذلك الوقت، وذلك بسبب نجاح الطاقة البخارية. ولم يحظ الوقود الناتج عن الإيثانول بالكثير من الاهتمام حتى عام 1860 عندما بدأ نيكولاس أوتو في التجارب على محركات الاحتراق الداخلي. وفي عام 1859، عثر على النفط في ولاية بنسلفانيا، ما أتاح نوعًا جديدًا من الوقود بعد عقود من ذلك. وكان الوقود الشائع في الولايات المتحدة قبل وجود البترول هو خليط من الكحول والتربنتين يسمى الكامفين، والمعروف أيضًا باسم سائل الاحتراق. واكتشف توافر كميات كبيرة من النفط وتحميل سائل الاحتراق بالضرائب العالية جعل من الكيروسين وقودًا أكثر شيوعًا.
في عام 1896، صمم هنري فورد أول سيارة له وهي (رباعية العجلات) لتعمل على الإيثانول الخالص. في عام 1908، أصبح بإمكان السيارة الثورية فورد موديل تي العمل على البنزين أو الإيثانول أو مزيج منهما. واصل فورد دعم استخدام الإيثانول كوقود حتى خلال الحظر، ولكن انخفاض سعره جعل البنزين يسود.
بدأ استخدام البنزين الذي يحتوي على ما يصل إلى 10% إيثانول في الولايات المتحدة في أواخر السبعينيات من القرن الماضي واستمر على مدى عقود. تزايد الطلب على الإيثانول المستخرج من حبوب الذرة الحقلية بعد اكتشاف تلوث المياه الجوفية بمادة ميثيل ترتياري بيوتيل إيثر (MTBE). كان استخدام مادة MTBE كإضافة تأكسد شائعًا بسبب التشريعات الواردة في تعديلات قانون الهواء النظيف لعام 1992 للحد من انبعاثات أول أكسيد الكربون. وكان قد حظر استخدام مادة MTBE في البنزين في ما يقرب من 20 ولاية بحلول عام 2006. وكان الموردون قلقين من الإجراءات القانونية المحتملة وقرار المحكمة الصادر عام 2005 الذي رفض الحماية القانونية لـ MTBE. ولذلك فقدت مادة MTBE أرضيتها وفتحت سوق جديدة للإيثانول، البديل الرئيسي لها. كانت أسعار حبوب الذرة في ذلك الوقت حوالي 2 دولار للبوشل (مكيال الحبوب). رأى المزارعون سوقًا جديدة وزادوا الإنتاج. حدث هذا التحول في الطلب في وقت ارتفعت فيه أسعار النفط.
تزايد استهلاك الإيثانول في القرن الحادي والعشرين بسبب التشريعات الاتحادية التي تهدف إلى تقليل استهلاك النفط وتعزيز الأمن الطاقوي. ففي عام 2005، فرض قانون السياسة الطاقوية استخدام 7,500,000,000 غالون (2.8 × 10 ^ 10 لتر) من الوقود المتجدد بحلول عام 2012، ورفع قانون الاستقلالية والأمن الطاقوي لعام 2007 المعيار إلى 36,000,000,000 جالون (1.4 × 10 ^ 11 لتر) من استخدام الوقود المتجدد السنوي بحلول عام 2022. ومن هذا المطلوب 21,000,000,000 جالون (7.9 × 10 ^ 10 لتر) يجب أن تكون من الوقود الحيوي المتطور، المحدد بأنه الوقود المتجدد الذي يقلل انبعاثات الغازات الدفيئة بنسبة 50% على الأقل.